# Bonnie i Clyde
Bonnie i Clyde (eng. Bonnie and Clyde) je kriminalistička drama  Arthura Penna iz 1967. s  Warrenom Beattyjem i Faye Dunaway u ulogama zloglasnih pljačkaša banaka koji su harali središnjim SAD-om tijekom  Velike depresije.
Bonnie i Clyde smatra se epohalnim filmom u povijesti kinematografije: naziva se prvim filmom ere Novog Hollywooda koji je probio tabue i bio jako popularan među mladom generacijom.

## Povijesna utemeljenost
Film se u dobroj mjeri ne drži činjenica o Bonnie i Clydeu, kao što su drugi članovi bande, nekoliko uhićenja i druga ubojstva i povezani kriminal. Jedan od glavnih likova u filmu, "C.W. Moss" je temeljen na dva člana Barrow bande: Williamu Danielu "W.D." Jonesu i Henryju Methvinu. Barrows je 1968. u Playboyu opisao svoja iskustva s Barrowima. Sljedeće godine je podnio tužbu protiv Warner Brothersa, tvrdeći da ga film Bonnie i Clyde ocrnjuje. Koliko je poznato, nije dobio nikakvu odštetu.
Film teksaškog rendžera Franka Hamera (glumi ga Denver Pyle) prikazuje kao osvetoljubivu šeprtlju koju su Bonnie i Clyde zarobili, ponizili i pustili. U stvarnosti, prvi put kad ih je Hamer sreo bilo je u trenutku kad im je namještena uspješna zasjeda u kojoj su oboje ubijeni, 1934. 1968. su udovica Franka Hammera i njegov sin tužili producente zbog njegova klevetničkog prikazivanja u filmu. Parnica je završila 1971. izvansudskom nagodbom.
Jedina dva člana stvarne Bande Barrow koji su još bili živi u vrijeme objavljivanja filma bili su Blanche Barrow i William Daniel Jones. Dok je Blanche Barrow odobrila svoj prikaz u originalnoj verziji scenarija, prigovorila je zbog kasnijih prepravljanja i izvedbe Estelle Parsons koja joj je donijela Oscara, rekavši, "U tom filmu sam ispala kao vrišteća konjska guzica!"
Film je dijelom sniman u i oko Dallasa, Teksas. U nekim su se situacijama koristile stvarne lokacije banaka koje su stvarni Bonnie i Clyde opljačkali.

## Produkcija i stil
Film je zamišljen kao romantična i humorna verzija gangsterskih filmova tridesetih godina, poboljšana s modernim tehnikama snimanja. Arthur Penn namjerno je neke scene nasilja snimio u komičnom tonu koje bi se onda pretvorile u strahovito i krvavo nasilje. Na film su dobrim dijelom utjecali redatelji Francuskog novog vala, pogotovo u kontekstu brzih prijelaza i nemirne montaže, što je posebno primjetno u završnoj sekvenci. Zapravo, film je prvo ponuđen  Francoisu Truffautu, najslavnijem redatelju Novog vala koji je radio na scenariju, ali je ovaj odbio.
Bonnie i Clyde je bio jedan od prvih filmova koji su koristili žabice - male eksplozivne naboje često pokrivene vrećicama crvene tekućine koje bi eksplodirale u glumčevoj odjeći i simulirale pogotke mecima.
Glumac Gene Wilder ostvario je filmski debi u cameo ulozi jednog od talaca Bonnie i Clydea. Njegovu djevojku glumila je Evans Evans, supruga filmskog redatelja  Johna Frankenheimera.
Scena okupljanja obitelji snimljena je u Red Oaku, Teksas. Nekoliko stanovnika iz tog područja gledalo je kako se snima film, a producenti su među okupljenima primijetili Mabel Cavitt, lokalnu školsku učiteljicu. Tada je izabrana za ulogu majke Bonnie Parker.

## Reakcije
Warner Bros.-Seven Arts je imao tako malo povjerenja u film da su producentu početniku Warrenu Beattyju ponudili četredeset posto profita umjesto minimalnog honorara, što je bio neobičan potez za to vrijeme. Film je do 1973. u cijelom svijetu zaradio preko 70 milijuna dolara.
Film je po objavljivanju postao zloglasan zbog navodnog slavljenja ubojica i razine filmskog nasilja i krvi, što je bilo neobično u to vrijeme. Bosley Crowther iz New York Timesa je bio tako zaprepašten da je započeo kampanju protiv povećanja brutalnosti u američkim filmovima. Osim toga, mnogi kritičari su prigovarali zbog humornog prikaza ozbiljne tematike.

## Nagrade i priznanja
Estelle Parsons osvojila je Oscar za najbolju sporednu glumicu za svoj portret Blanche Barrow, Clydeove svastike, a Burnett Guffey Oscara za najbolju fotografiju. Film je bio nominiran i za najboljeg glavnog glumca (Warren Beatty), najboljeg sporednog glumca (Michael J. Pollard i Gene Hackman), najbolju glumicu (Faye Dunaway), najbolji dizajn kostima (Theadora Van Runkle), najbolju režiju (Arthur Penn), najbolji film (Warren Beatty) i najbolji originalni scenarij (David Newman i Robert Benton).
Četredeset godina nakon svoje premijere, Bonnie i Clyde se navodi kao najveća inspiracija za različite filmove kao što su Divlja horda, Kum, Reservoir Dogs i Pokojni. Iako nije bio prvi film koji je koristio ekstremno nasilje, bio je prvi koji ga je koristio u ime umjetnosti.

## Vanjske poveznice
- Bonnie i Clyde u internetskoj bazi filmova IMDb-a
- Trailer